# April Mullen
April Mullen és una actriu i cineasta canadenca.

## Carrera
El 2012, Mullen es va convertir en la primera dona a dirigir un llargmetratge d'acció en directe i totalment estereoscòpica 3D, Dead Before Dawn (2012). El 2015, va dirigir el llargmetratge neo-noir grindhouse 88 (2015).
Es va demanar a Mullen per fer comentaris quan l'estudi Women in View on Screen, va concloure que les dones canadenques majoritàriament s'asseuen a la cadira del director en petits projectes de cinema i televisió, mentre que els homes aconsegueixen els projectes de gran pressupost.
Mullen també ha comentat la perspectiva que les dones aporten al cinema darrere de la lent: "Les dones tenen aquesta vulnerabilitat i connexió amb una profunditat d'emocions que puc veure i sentir en determinats moments de veritat a les pel·lícules que creem. Per a mi, la dona. la mirada és transparència: el vel entre el públic i el cineasta és prim, i això permet que la gent en tingui més." També se la busca per la seva perspectiva sobre la "mirada femenina" a les pel·lícules.
El 2016, Mullen va dirigir Below Her Mouth el 2016, que va ser una selecció oficial al Festival Internacional de Cinema de Toronto de 2016. Va ser una de les diverses homenatjades del Birks Diamond Tribute celebrant les dones canadenques al cinema durant el festival de 2016. The Globe and Mail va perfilar la seva "mirada femenina" a la pel·lícula. Després del festival de 2016, va signar amb Verve.
El 2017, Mullen va dirigir el llargmetratge d'acció Badsville. El 2020, va dirigir el thriller Wander. El 2023 va dirigir la pel·lícula de ciència-ficció Simulant.

## Vida personal
Va créixer a Niagara Falls (Ontario), i ara viu a Los Angeles.

## Reconeixements
Mullen fou afegida al Mur de la Fama de les Arts i Cultura de Niagara Falls el 2016.

## Filmografia
| Any       | Paper                                        | Actor          | Director | Productor | Guionista | notes                           |
| --------- | -------------------------------------------- | -------------- | -------- | --------- | --------- | ------------------------------- |
| 2000      | The Ladies Man                               | Jove amor      |          |           |           | Pel·lícula                      |
| 2003      | 1-800-Missing                                | Cara Crenshaw  |          |           |           | Televisió                       |
| 2004      | 72 Hours: True Crime                         | Rachel Emery   |          |           |           | Televisió                       |
| 2004      | Cavedweller                                  | Dede           |          |           |           | Pel·lícula                      |
| 2004      | Suburban Madness                             | Jesse James    |          |           |           | telefilm                        |
| 2005      | Rose                                         | Vanisha        |          |           |           | telefilm                        |
| 2005      | Una història de violència                    | jove sopant    |          |           |           | Pel·lícula                      |
| 2007      | Rock, Paper, Scissors: The Way of the Tosser | Holly Brewer   | Sí       | Sí        | Sí        | Movie                           |
| 2009      | Howie Do It                                  | Actriu         |          |           |           | Sèrie de televisió, 8 episodis  |
| 2010      | GravyTrain                                   | Miss Uma Booma | Sí       | Sí        |           | Pel·lícula                      |
| 2011      | Scare Tactics                                | Actriu         |          |           |           | Televisió                       |
| 2011      | Papillon                                     | La monja       |          |           |           | Televisió                       |
| 2012      | Good God                                     | Kathy Duncan   |          |           |           | Sèrie de televisió, 10 episodis |
| 2012      | Dead Before Dawn                             | Becky Fords    | Sí       | Sí        |           | Movie                           |
| 2013      | Making of Dead Before Dawn 3D                |                |          | Sí        |           | documental curt                 |
| 2015      | 88                                           | Lemmy          | Sí       |           | Sí        | Movie                           |
| 2015      | Farhope Tower                                | Zoe            | Sí       |           |           | Movie                           |
| 2016      | Aftermath                                    |                | Sí       |           |           | Televisió                       |
| 2016      | Real Detective                               |                | Sí       |           |           | Documental televisiu            |
| 2016-2017 | Killjoys                                     |                | Sí       |           |           | Televisió                       |
| 2016      | Below Her Mouth                              |                | Sí       |           |           | Pel·lícula                      |
| 2017      | Badsville                                    |                | Sí       |           |           | Pel·lícula                      |
| 2017      | Bellevue                                     |                | Sí       |           |           | Televisió                       |
| 2017      | Wynonna Earp                                 |                | Sí       |           |           | Televisió                       |
| 2018      | Imposters                                    |                | Sí       |           |           | Televisió                       |
| 2018      | Legends of Tomorrow                          |                | Sí       |           |           | Televisió                       |
| 2018      | Lethal Weapon                                |                | Sí       |           |           | Televisió                       |
| 2018-2019 | The Rookie                                   |                | Sí       |           |           | Televisió                       |
| 2019      | Ransom                                       |                | Sí       |           |           | Televisió, 1 episodi            |
| 2020      | Wander                                       |                | Sí       |           |           | Pel·lícula                      |
| 2023      | Simulant                                     |                | Sí       |           |           | Pel·lícula                      |